# مكدس تفريغ
مكدس التفريغ عبارة عن فتحة تهوية مرتفعة أو كومة رأسية تستخدم لتنفيس ضغط مكونات مادة كيميائية أو مصفاة أو أي مصنع آخر في حالة وجود مشكلة في العملية أو حالة طوارئ. يمكن استخدام مكدس التفريغ لتكملة مشعلة الغاز أو كبديل. والغرض من ذلك هو منع "فشل الاحتواء" للسوائل والغازات المتطايرة. يمكن دمج التفريغ من عدة أنظمة في رأس التفريغ قبل المكدس. يمكن توفير وعاء قابل للضرب في قاعدة المكدس لإزالة أي سشوائل. قد يتم إشعال مداخن النفخ (مثل الشعلة) أو عدم إشعالها (فتحة تهوية "باردة"). يجب أن يكون ارتفاع كومة التصريف طويلًا بدرجة كافية لضمان تشتيت البخار بشكل آمن.

## تفريغ
التفريغ هو الإزالة الخاضعة للتحكم والتدفق الآمن والتخلص من البخار من وعاء الضغط. يؤدي التفريغ، أو خفض الضغط، إلى إزالة المخزون الخطير من الوعاء، ويقلل الضغط في الوعاء، وبالتالي يقلل الضغوط في جدران الوعاء. يتم استخدام التفجير قبل استنزاف السفينة للصيانة. ويتم أيضًا في حالة الطوارئ في المصنع إزالة المواد الخطرة والتخلص منها للتخفيف من احتمالية تصاعد الحادث. عندما تتعرض أوعية الضغط للنار، تزداد الضغوط في جدران الأوعية، مما قد يؤدي إلى تمزقها؛ التفجير يقلل من مستويات التوتر.
يتم النفريغ من خلال أنبوب متصل بمساحة البخار الموجودة في الوعاء. يتم فتح صمام التفريغ الذي يتم تشغيله والمغلق عادة (BDV) ويسمح للبخار بالمرور من الوعاء إلى نظام التنفيس أو مكدس التفريغ. تم تكوين صمام التفريغ لتفتح في حالة فشل نظام التحكم أو التشغيل. تضمن لوحة فتحة التقييد الموجودة أسفل صمام التفريغ تفريغ السفينة في فترة زمنية مناسبة. بالنسبة لمصافي التكرير وأنظمة النفط والغاز المرتبطة بها، فإن المتطلبات هي تقليل الضغط إلى 100 رطل لكل بوصة مربعة (6.9 بار) في 15 دقيقة. تضمن هذه القيود ألا تتجاوز معدلات التدفق قدرة نظام التفريغ وأن تبريد جول طومسون لا يزيد من الضغوط في الوعاء أو نظام التفريغ، مما قد يؤدي إلى كسر هش.

## حوادث
أدى فشل مكدس التفجير في احتواء الهيدروكربونات المنفوخة من جهاز تقسيم الرافينات إلى انفجار كارثي لمصفاة مدينة تكساس في عام 2005.

## أنظر أيضا
- شعلة الغاز
- صمام الاغلاق
- الأنابيب
- مصنع إنتاج النفط
- مصفى نفط

## روابط خارجية
"Chemical Safety Board's Preliminary Findings in BP Texas City Refinery Accident: Refinery Ablaze - 15 dead". مؤرشف من الأصل في 2013-04-08. (362 kb) System Failure Case Studies. NASA. January 2008, Volume 2, Special Issue. Retrieved October 9, 2012